# Traryds landskommun
Traryds landskommun var en tidigare kommun i Kronobergs län.

## Administrativ historik
Den 1 januari 1863 började kommunalförordningarna gälla och då inrättades cirka 2 500 kommuner (städer, köpingar och landskommuner), tillsammans täckande hela landets yta.
I Traryds socken i Sunnerbo härad i Småland inrättades då denna kommun. Landskommunen inkorporerade 1952 Hinneryds landskommun och blev samtidigt en köping, Traryds köping, vilken i sin tur 1971 uppgick i Markaryds kommun.
Den 5 mars 1909 inrättades municipalsamhället Strömsnäsbruks municipalsamhälle i landskommunen. Municipalsamhället upplöstes vid utgången av år 1951 när Traryds köping bildades.

## Politik

### Mandatfördelning i Traryds landskommun 1938-1946
| 2 | 10 |  | 7 | 2 | 3 |

| 24 |

|  | 13 | 3 | 4 |  | 3 |

| 24 |

| 3 | 12 | 3 | 4 | 3 |

| 24 |